# Kaila Kuhn
Kaila Kuhn (* 8. April 2003) ist eine US-amerikanische Freestyle-Skierin. Sie ist auf die Disziplin Aerials (Springen) spezialisiert.

## Werdegang
Kuhn startete zu Beginn der Saison 2017/18 in Park City erstmals im Nor-Am-Cup und belegte dabei die Plätze sieben und fünf. Es folgten drei Siege und einen zweiten Platz und gewann damit die Gesamtwertung und die Aerials-Disziplinenwertung. In der Saison 2018/19 errang sie mit zwei dritten Plätzen und einen zweiten Platz den zweiten Platz in der Aerials-Disziplinenwertung des Nor-Am-Cups. Ihr Debüt im Weltcup hatte sie im Januar 2019 in Lake Placid, das sie auf dem 26. Platz beendete. Bei den Juniorenweltmeisterschaften 2019 in Chiesa in Valmalenco sprang sie auf den vierten Platz und bei den Weltmeisterschaften 2019 in Park City auf den 13. Platz. In der Saison 2019/20 erreichte sie mit drei Top-Zehn-Platzierungen, den 12. Platz im Aerials-Weltcup.

## Erfolge

### Olympische Spiele
- Peking 2022: 8. Aerials

### Weltmeisterschaften
- Park City 2019: 13. Aerials
- Bakuriani 2023: 5. Aerials
- Engadin 2025: 1. Aerials, 1. Aerials Teams

### Weltcupwertungen
| Saison  | Gesamt | Gesamt | Aerials | Aerials |
| Saison  | Platz  | Punkte | Platz   | Punkte  |
| ------- | ------ | ------ | ------- | ------- |
| 2018/19 | 81.    | 13,8   | 15.     | 69      |
| 2019/20 | 55.    | 23,43  | 12.     | 164     |
| 2020/21 | –      | –      | 9.      | 226     |
| 2021/22 | –      | –      | 13.     | 124     |

### Juniorenweltmeisterschaften
- Chiesa in Valmalenco 2019: 4. Aerials
- Chiesa in Valmalenco 2022: 1. Aerials Mixed, 2. Aerials

### Nor-Am Cup
- Saison 2017/18: 1. Gesamtwertung, 1. Aerials-Disziplinenwertung
- Saison 2018/19: 2. Aerials-Disziplinenwertung
- 10 Podestplätze, davon 4 Siege